# Barbara Cohen
Barbara Cohen es una científica planetaria estadounidense en el Centro de vuelo espacial Goddard de la NASA. El asteroide 6816 Barbcohen fue nombrado en su honor.

## Educación
Cohen nació en Nueva York, Estados Unidos. Obtuvo un bachiller unviersitario en Geología de la Universidad de Stony Brook en 1993. Se unió a Phi Beta Kappa durante sus estudios. Se trasladó a la Universidad de Arizona para sus estudios de doctorado, donde recibió una beca de posgrado de la Universidad de Arizona y del programa de investigación de estudiantes de posgrado de la NASA, graduándose en 2000. Aquí, Cohen buscó comprender las tasas de impacto en la Luna mediante el análisis de microhaz y la datación argón-argón de los meteoritos lunares. Identificó que la roca clástica en meteoritos lunares es diferente a las muestras de Apolo, y tienen edades consistentes con el bombardeo intenso tardío. Mientras estaba en la Universidad de Arizona, también encabezó un estudio sobre varias propiedades físicas del chile.

## Trayectoria
Cohen ingresó a la Universidad de Tennessee como investigadora postdoctoral, donde trabajó en el análisis de muestras lunares como Dhofar 025 y Dhofar 026 con Larry Taylor. Luego se trasladó a la Universidad de Hawái donde trabajó con Klaus Keil en geocronología de muestras de la Luna 20. En 2003, se unió a la Universidad de Nuevo México como profesora asistente. Cohen formó parte de los equipos científicos de Marte Rovers Spirit y Opportunity, donde identificó la naturaleza y los orígenes del material de impacto marciano.
En 2007, Cohen se unió al Centro Marshall de vuelos espaciales para apoyar la planificación de la exploración humana en la Luna para el programa Lunar Precursor Robotic. Fue la principal científica del proyecto de Estados Unidos para la International Lunar Network, una misión para comprender la composición de la Luna. Fue también la investigadora principal de la misión Lunar Flashlight, que planea enviar un CubeSat a la luna para buscar agua helada en 2018. Fue nombrada líder del equipo de ciencia planetaria. En este cargo, dirigió el Laboratorio de Investigación de Gas Noble del Centro Marshall de vuelos espaciales (MNGRL por sus siglas en inglés), utilizando isótopos de gas noble para comprender los antecedentes de temperatura y tiempo de rocas y meteoritos. Consciente de que el MNGRL era muy amplio, desarrolló un experimento con láser de datación potasio-argón de tamaño rover.
Ha sido voluntaria en varias misiones para buscar meteoritos antárticos (ANSMET). Contribuyó al «Contexto científico para la exploración de la luna», un informe de la Academia Nacional de Ciencias, Ingeniería y Medicina de 2008. En 2010, Cohen apareció en la campaña «Caras de Marshall». Formó parte del grupo que creó el Planetary Science Decadal Survey de 2013, que proporcionó una hoja de ruta para las misiones y prioridades de la ciencia planetaria. Más tarde, Cohen se unió al Centro de vuelo espacial Goddard en 2017.
Es miembro de la Unión Americana de Geofísica y ha formado parte de varios comités. Es miembro de la Sociedad Planetaria. En 2018, ganó el premio Angioletta Coradini a la trayectoria media del Solar System Exploration Research Virtual Institute (SSERVI) de la NASA.